# Saïd Ouadrassi
Saïd Ouadrassi est un danseur de hip-hop et chorégraphe belge d'origine marocaine né à Bruxelles le 23 décembre 1975.
Après avoir dansé dans les rues de Bruxelles, le jeune « Maroxellois » se frotte bientôt à la danse contemporaine et passe à la « danse debout ».
Mélangeant capoeira, funk, arts de la rue et danse contemporaine aux techniques de break dance, il chorégraphie un univers poétique plein d'humour et de délicatesse, mais aussi de rigueur et d'engagement physique.

## Chorégraphies
- La Ruina fel Couzina (2001)
- Big Bug (2005)
- Saïd et Mambo, musique acoustique (2006)
- Saïd et Gaspar, Mixage cirque et danse 2 rue (2006)
- Saïd, Yannick et Mambo (2006)
- Mixage (2007)